# Kocourkov

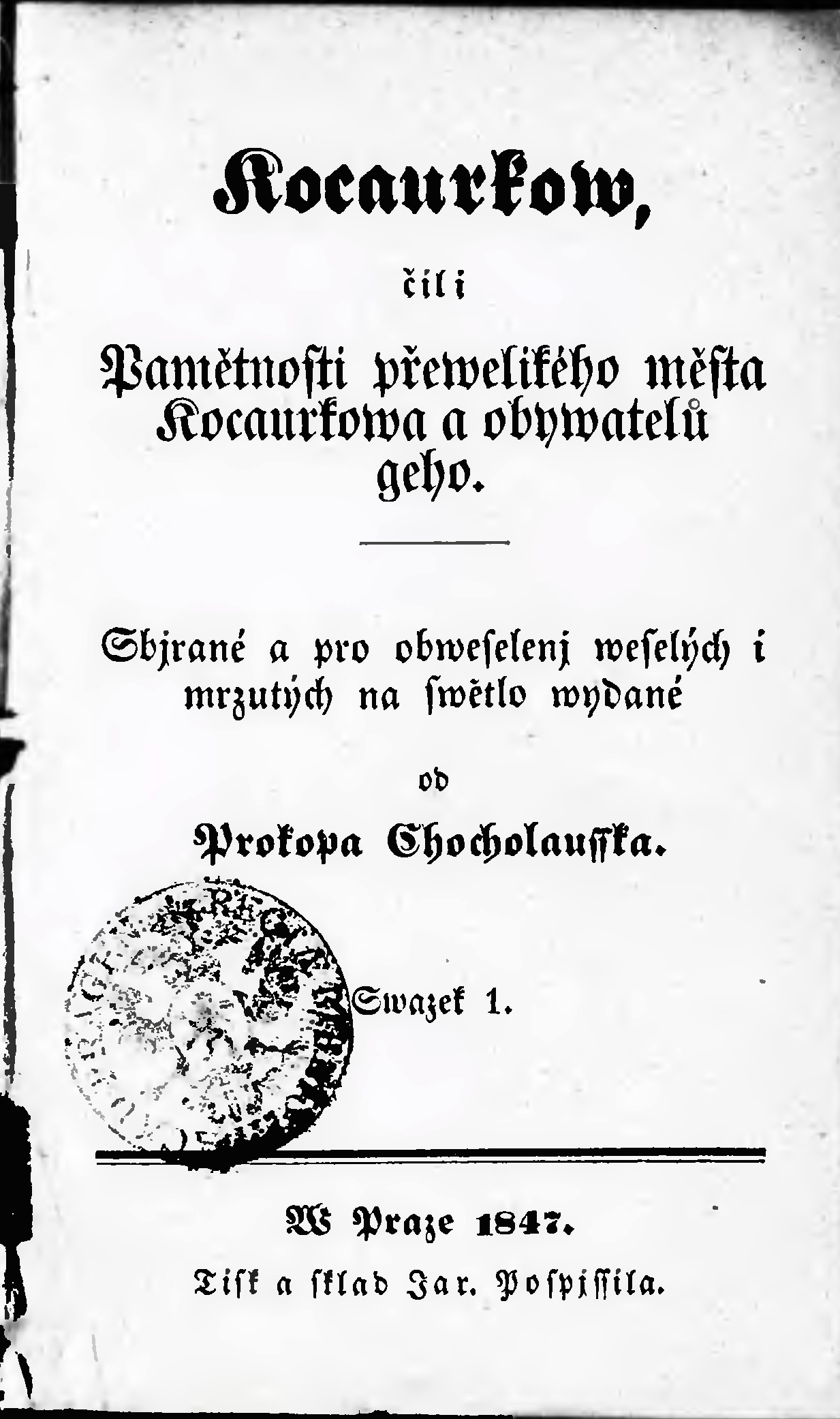
Prokop Chocholoušek: Kocaurkow (titulní strana, 1847)

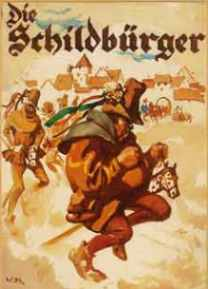
Die Schildbürger – obálka knihy o obyvatelích města Schild (německy)

Kocourkov je smyšlená obec, která je dějištěm mnoha komických historek o kocourkovských obyvatelích, kteří dělají vše neúčelně a neúspěšně.

## Kocourkov v české literatuře
Kocourkov vznikl pravděpodobně v ústním podání a z něho se později dostal do literatury. Už v 17. století se kocourkovské historky objevily v knížkách lidového čtení.  Roku 1832 vydal Josef Jaroslav Langer svou alegorickou prózu Den v Kocourkově. V letech 1847–1848 pak Prokop Chocholoušek vydal kocourkovské příběhy v osmi svazcích pod názvem Kocaurkow, čili, Pamětnosti přewelikého města Kocaurkowa a obywatelů geho / sbjrané a pro obweselenj weselých i mrzutých na swětlo wydané od Prokopa Chocholausska.
V Hovorech s TGM říká Masaryk Karlu Čapkovi, jak se vždycky stavěl proti „Kocourkovu a Hulvátovu“.

### Tištěné knihy
- Josef Jaroslav Langer: Den v Kocourkově. Praha 1832
- Prokop Chocholoušek: Kocaurkow, čili, Pamětnosti přewelikého města Kocaurkowa a obywatelů geho, sbjrané a pro obweselenj weselých i mrzutých na swětlo wydané od Prokopa Chocholausska. Tisk a sklad Jar. Pospissil, Praha 1847–1848 (8 sešitů)
- Václav Kudrnáč: Kocourkov a jeho obyvatelé : velice podivné dobrodružné i směšné příhody a činy.  Vydal Alois Hynek Praha 1892
- Adolf Wenig: Kocourkov : z historie staroslavného města; napsal Adolf Wenig; nakreslil Artuš Scheiner, 1. vydání František Topič Praha 1903; 2. vydání tamže 1916, 3. vydání tamže 1926, 4. vydání 1947
- A. Kavoň (= pseudonym Antonína Dokoupila[nepřesný odkaz]): Kocourkov : fraška ve 4 jednáních: všem lidem dobré vůle pro zasmání, libreto divadelní hry. Prostějov 1920
- Josef Hiršal-Jiří Kolář: Kocourkov. Ilustrace Cyril Bouda, doslov a vysvětlivky Bohumila Grögerová, 1. vydání: SNDK Praha 1959 (bez uvedení Jiřího Koláře); 2. vydání: Albatros Praha 1993, ISBN 9788000003955
- Josef Hiršal-Jiří Kolář: Geschichten aus Schilda; deutsche Übersetzung von Eliška Glaserová ; Ilustrationen und graphische Gestaltung von Cyril Bouda, Praha: Artia, 1961
- Ondřej Sekora: Kronika města Kocourkova – dětská kniha: autor vzpomíná, jak první historky o Kocourkově slyšel v dětství od svého otce.
- Kocourkov (pohádka), Československý rozhlas Praha 1988, dramatizace: Jana Dvořáková, dramaturg: Ivan Hubač, režie: Ladislav Rybišar, hráli: Václav Knop (Všudybyl), Jiří Holý (purkmistr), Ilja Prachař (radní), Jan Faltýnek, Vladimír Krška, Jan Skopeček, Věra Kubánková, Jana Drbohlavová, Ladislav Trojan, Miriam Kantorková, Antonín Hardt, Miroslav Saic, Kateřina Sládková-Žalská.
- P. F. Zarken (=Pavel Pojsl)[3]: Skutečný Kocourkov, tragikomický román. České Budějovice: Nová Forma, 2010

## Podobná města
Na Moravě se kocourkovské příběhy vyprávěly o městečku Šimperk, jehož předobrazem je skutečné městečko Šilperk, od roku 1949 přejmenované na Štíty.

### „Kocourkov“ jiných národů
Svůj Kocourkov mají i jiné národy, např. ve starověkém Řecku hrály tuto roli Abdéry, které byly ovšem městem skutečným. Ve francouzské literatuře se objevuje obdobné městečko Brétizy.[zdroj?] Německým městem podivínů je od 16. století Schild a jeho občané Schildbürgern, nizozemským Kampen, anglickým Gotham; v Polsku městečku hloupých říkají Pacanów, v Srbsku Balov, ve Švédsku Tälje. Kocourkovskému podání se poněkud blíží též slovenské anekdoty o Záhorácích (třebaže jinak se na Slovensku užívá jméno Kocúrkov(o) či Čudáková).
Některé příběhy českého Kocourkova mají původ ve vyprávěních o německých Schildbürgern (např. o radnici bez oken či o krávě, která měla spást trávu na staré zdi).

## Jiné známé fiktivní obce
- Kotěhůlky
- Horní Dolní
- Zadní Přednice